# Penggawa Lima Tengah
Penggawa Lima Tengah is een bestuurslaag in het regentschap Lampung Barat van de provincie Lampung, Indonesië. Penggawa Lima Tengah telt 1056 inwoners (volkstelling 2010).